# Ouragan Isis (1998)
L’ouragan Isis est l’ouragan le plus meurtrier et le seul ayant atteint les côtes pendant la saison cyclonique 1998 dans l'océan Pacifique.